# Slatina (gmina Prijepolje)
Slatina (cyr. Слатина) – wieś w Serbii, w okręgu zlatiborskim, w gminie Prijepolje. W 2011 roku liczyła 161 mieszkańców.